# Gustavo Donés
Gustavo Andrés Donés  (Buenos Aires, Argentina, 27 de abril de 1953 - ibídem, 8 de diciembre de 2007) fue un bajista, cantante, compositor y músico de rock argentino. Comenzó su carrera como músico de sesión y después como músico profesional.

## Biografía
Donés tuvo una vasta trayectoria en la escena del rock local y su etapa más reconocida, fue como integrante de  Suéter, junto a Miguel Zavaleta (voz y teclado), Jorge Minissale (guitarra) y Juan del Barrio (teclados), en donde su estilo se aprecia  en el solo que abre la canción «Amanece en la ruta»; uno de los temas más exitosos de la agrupación. Su amor por esta banda lo llevó en pocas semanas a asistir como espectador al concierto que Suéter diera en un teatro porteño a principios de la década de 1980. Junto a Suéter editó cuatro álbumes de estudio y soltó toda su creatividad al escribir o coescribir, junto a Zavaleta y Minissale, varias de las canciones más importantes de la banda, entre ellas están: «Elefantes en el techo», «Mamá planchame la camisa» y «Ciudadano ilustre».
Antes, durante y después de formar parte de Suéter, Donés formó parte como integrante o como banda de apoyo de: Pastoral, Los Hermanos Makaroff, Merlín, Sergio Makaroff, Claudia Puyó, Alejandro De Michele, Instrucción Cívica, Edu y el Pollo, The Garb, Charly García, Horacio Fontova, Fito Páez, Germán Burgos, Juan del Barrio, Comida China, Miguel Zavaleta, Gabriel Maccioco, José Luis "Sartén" Asaresi, Ray Milland Band, Daniel Colombres y Lautaro Brenes. En el año 2003, se reúne nuevamente con la banda Suéter y realiza giras por toda la Argentina. Hacia 2007, los demás miembros deciden grabar un nuevo álbum. Para ese entonces, el bajista enfermó gravemente.
Gustavo Donés murió el 8 de diciembre de 2007 después de luchar contra una larga enfermedad terminal a la edad de cincuenta y cuatro años. El músico venía padeciendo durante los últimos meses de su vida, un tipo de cáncer óseo primario, que lo mantendría en silla de ruedas. Sus restos fueron sepultados en el cementerio de la Chacarita al día siguiente. Su repentina muerte y los problemas dentro de la agrupación, hicieron que finalmente Zavaleta desintegrara la banda definitivamente.
En el año 2011, las grabaciones inconclusas de dicho material volvieron a ser reeditadas y se convirtieron en el primer álbum de estudio solista de Zavaleta, titulado No sé, quizás, suerte. En esta placa contiene la canción «Tema para Gus», dedicada a Donés.

## Discografía

### Con Merlín
- Merlín (1980)

### Con Pastoral
- Generación (1982)
- En vivo Obras 1983 (1983)

### Con Suéter
- Suéter: La reserva moral de Occidente (1982)
- Lluvia de gallinas (1984)
- 20 caras bonitas (1985)
- Misión ciudadano I (1987)

### Con Horacio Fontova
- Fontova y sus sobrinos (1985)
- Fontova y sus sobrinos II (1986)
- Me siento bien (1987)
- Fontova Presidente-Estadio Obras-En vivo (1988)
- A bailar el Fontomán (1990)
- Brotes del Olimpo (1991)

### ConGermán BurgosyThe Garb
- Jaque al rey (Burgos Simpatía, 1999)
- Fasolera de tribunas (Burgos Simpatía, 2000)
- Líneas calientes (2002)
- Abismos (2005)

### Con Edu y el Pollo
- Muchas cosas (1983)
- Edu y el Pollo (1984)

### ConComida China
- Laberinto de pasiones (1986)

### Con Sarten System
- Hoy por hoy (1990)

### Con Claudia Puyó
- La razón y la tempestad (2001)

### Con Gabriel Maccioco
- Para estar en paz (2002)

### Con Lautaro Brenes
- Una razón (2003)

### Con Miguel Zavaleta
- No sé, quizás, suerte (póstumo, 2011)